# Reinhardsmunster
Reinhardsmunster (Reinhardsmünster en allemand) est une commune française située dans la circonscription administrative du Bas-Rhin et, depuis le 1er janvier 2021, dans le territoire de la Collectivité européenne d'Alsace, en région Grand Est.
Cette commune se trouve dans la région historique et culturelle d'Alsace.

## Géographie

### Localisation
Commune entourée de Marmoutier, Wangenbourg-Engenthal, Saverne.
Le territoire de la commune est limitrophe de ceux de sept communes :
| Haegen       |                       | Thal-Marmoutier        |
|              | Reinhardsmunster      | Marmoutier             |
| Dabo Moselle | Wangenbourg-Engenthal | Hengwiller, Birkenwald |

### Géologie et relief
La commune se compose de 27,36 hectares de territoires artificialisés (1,47 %), 148,17 hectares de territoires agricoles (7,99 %) et 1 679,56 hectares de forêts et milieux semi-naturels (90,54 %).
Commune membre du Parc naturel régional des Vosges du Nord.

### Milieux naturels et biodiversité
Espaces naturels :
- Un espace protégé hors Natura 2000 :

Moselle sud. Réserve de Biosphère, zone tampon.
- Une zone naturelle d'intérêt écologique, faunistique et floristique (Znieff) :

Collines du Piémont vosgien avec grands ensembles de vergers, de Saverne à Mutzig,
Plateaux et rochers des Vosges gréseuses de Saverne à Rheinardtsmunster.
- Sites naturels remarquables[7] :

Le Sattelfels,.
La table des géants,.
Rocher de la Spille.
Rocher du Sattelfelsen.
Rocher du Hibou,.
Pierre des Druides.
Le Billebaum.
Geisfels,.
Spill.
- La forêt domaniale de Saverne : les hêtres de Reinhardsmunster[21].
- Carte géologique de la commune[22].

### Hydrographie et les eaux souterraines
Hydrogéologie et climatologie : Système d’information pour la gestion des eaux souterraines du bassin Rhin-Meuse :
Territoire communal : Occupation du sol (Corinne Land Cover); Cours d'eau (BD Carthage),
Géologie : Carte géologique; Coupes géologiques et techniques,
 Hydrogéologie : Masses d'eau souterraine; BD Lisa; Cartes piézométriques.
La commune est dans le bassin versant du Rhin au sein du bassin Rhin-Meuse. Elle est drainée par la Mossel, le ruisseau le Baerenbach et le ruisseau Langenthalbach,.
La Mossel, d'une longueur totale de 21,2 km, prend sa source dans la commune de Dabo et se jette  dans la Zorn à Dettwiller, après avoir traversé douze communes. 

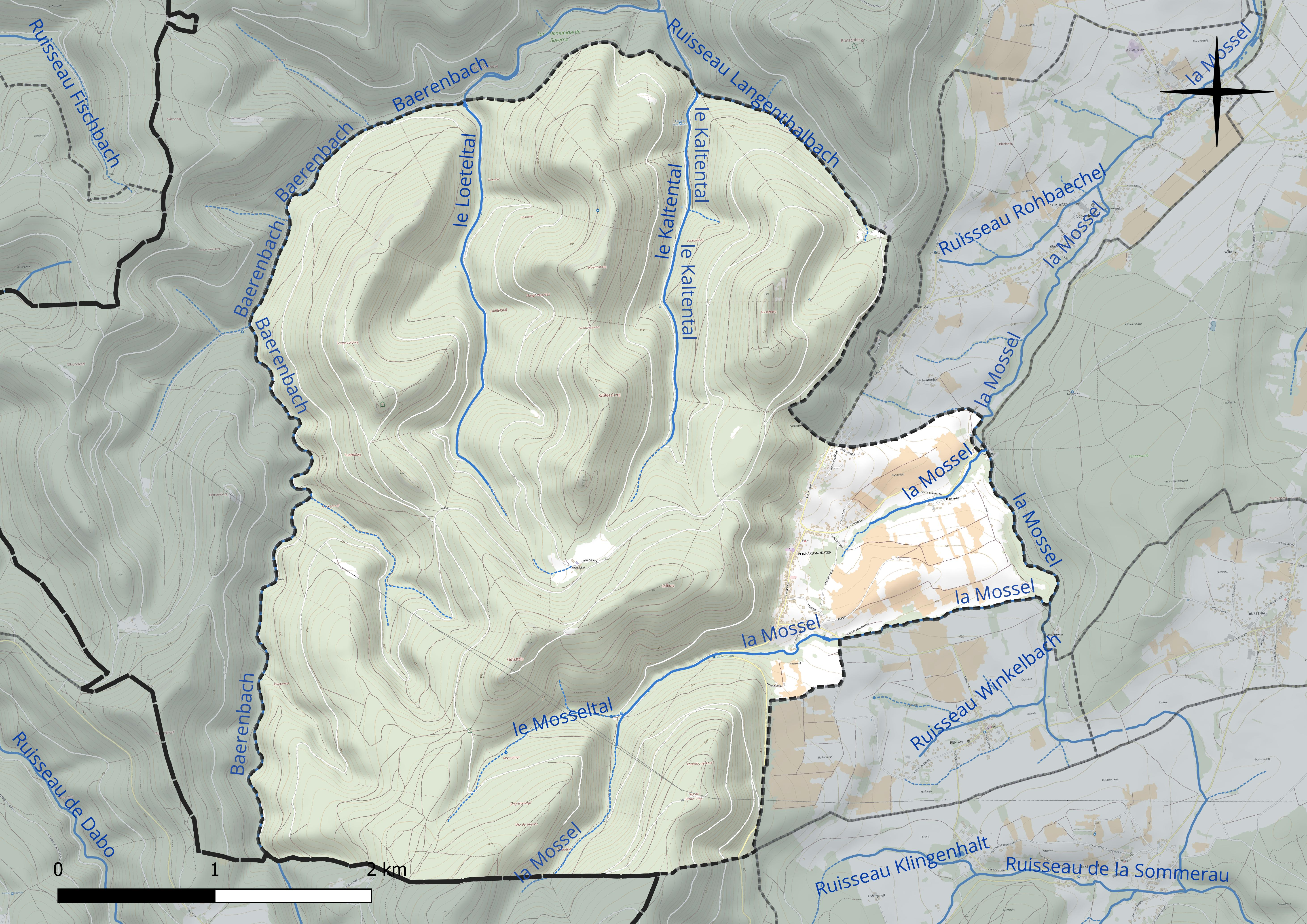
Réseau hydrographique de Reinhardsmunster.

Le Baerenbach, d'une longueur de 11 km, prend sa source dans la commune de Dabo et se jette  dans la Zorn à Haegen, après avoir traversé trois communes. 

### Climat
Pour des articles plus généraux, voir Climat du Grand Est et Climat du Bas-Rhin.
En 2010, le climat de la commune est de type climat des marges montargnardes, selon une étude du Centre national de la recherche scientifique s'appuyant sur une série de données couvrant la période 1971-2000. En 2020, Météo-France publie une typologie des climats de la France métropolitaine dans laquelle la commune est exposée à un climat semi-continental et est dans la région climatique  Vosges, caractérisée par une pluviométrie très élevée (1 500 à 2 000 mm/an) en toutes saisons et un hiver rude (moins de 1 °C). 
Pour la période 1971-2000, la température annuelle moyenne est de 9,7 °C, avec une amplitude thermique annuelle de 17,1 °C. Le cumul annuel moyen de précipitations est de 987 mm, avec 11,5 jours de précipitations en janvier et 10,4 jours en juillet. Pour la période 1991-2020, la température moyenne annuelle observée sur la station météorologique de Météo-France la plus proche, « Wangenbourg_sapc », sur la commune de Wangenbourg-Engenthal à 6 km à vol d'oiseau, est de 9,9 °C et le cumul annuel moyen de précipitations est de 1 131,8 mm. 
La température maximale relevée sur cette station est de 36,4 °C, atteinte le 25 juillet 2019 ; la température minimale est de −16,9 °C, atteinte le 7 février 2012,,. 
Les paramètres climatiques de la commune ont été estimés pour le milieu du siècle (2041-2070) selon différents scénarios d'émission de gaz à effet de serre à partir des nouvelles projections climatiques de référence DRIAS-2020. Ils sont consultables sur un site dédié publié par Météo-France en novembre 2022.

## Urbanisme

### Typologie
Au 1er janvier 2024, Reinhardsmunster est catégorisée commune rurale à habitat dispersé, selon la nouvelle grille communale de densité à sept niveaux définie par l'Insee en 2022.
Elle est située hors unité urbaine. Par ailleurs la commune fait partie de l'aire d'attraction de Strasbourg (partie française), dont elle est une commune de la couronne,. Cette aire, qui regroupe 268 communes, est catégorisée dans les aires de 700 000 habitants ou plus (hors Paris),.

### Occupation des sols
L'occupation des sols de la commune, telle qu'elle ressort de la base de données européenne d’occupation biophysique des sols Corine Land Cover (CLC), est marquée par l'importance des forêts et milieux semi-naturels (90,6 % en 2018), une proportion identique à celle de 1990 (90,6 %). La répartition détaillée en 2018 est la suivante : forêts (90,6 %), cultures permanentes (7,1 %), zones urbanisées (1,5 %), prairies (0,4 %), zones agricoles hétérogènes (0,4 %). L'évolution de l’occupation des sols de la commune et de ses infrastructures peut être observée sur les différentes représentations cartographiques du territoire : la carte de Cassini (XVIIIe siècle), la carte d'état-major (1820-1866) et les cartes ou photos aériennes de l'IGN pour la période actuelle (1950 à aujourd'hui).

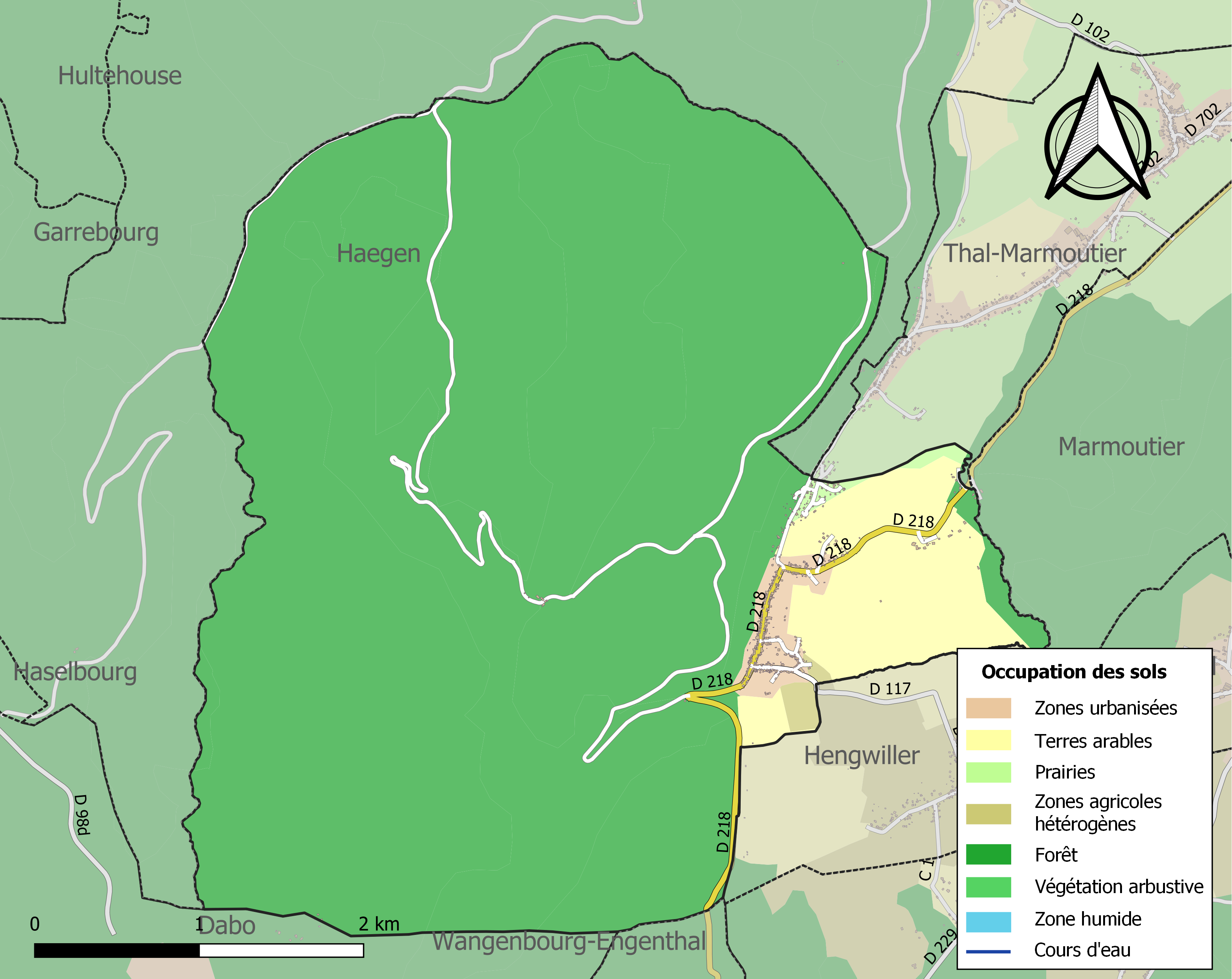
Carte des infrastructures et de l'occupation des sols de la commune en 2018 (CLC).

### Voies de communications et transports

#### Voies routières
- A4 (aussi appelée aussi Autoroute de l'Est). Échangeurs Phalsbourg, Molsheim-Obernai.
- A352, relie l'A35 au sud de Dorlisheim et à la vallée de la Bruche
- D 117 > D 229 vers Marmoutier,
- D 218 vers Wangenbourg-Engenthal,
- D 218 > D 1004 vers Saverne.

#### Transports en commun
- Transports en Alsace.
- Fluo Grand Est.
- Comette : Le transport à la demande du territoire de Saverne[38].

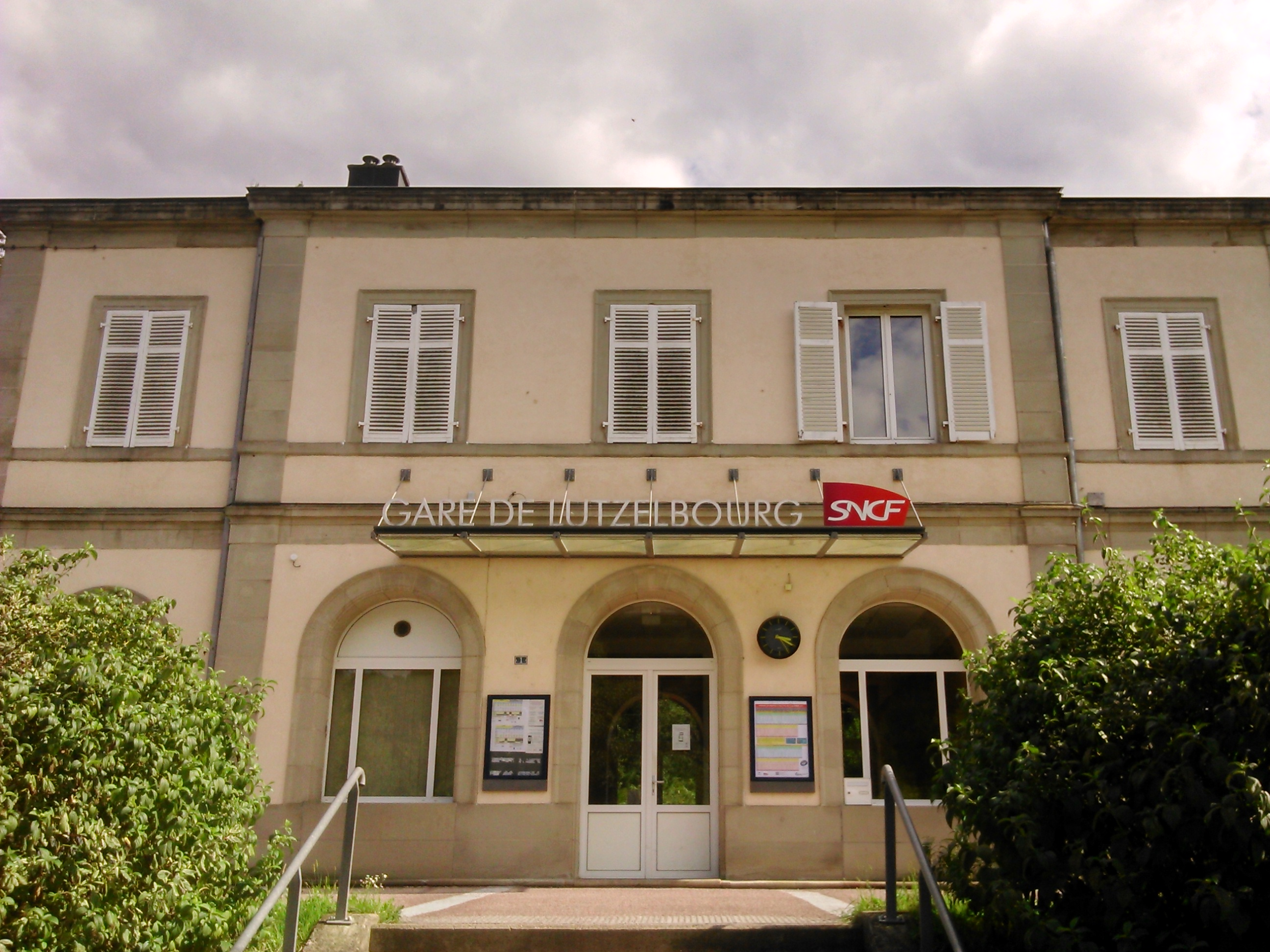
Gare de Lutzelbourg.

#### Lignes SNCF
- Gare de Lutzelbourg.
- Gare de Saverne.
- Gare de Steinbourg.
- Gare de Dettwiller.

### Risques naturels et technologiques
Commune située dans une zone de sismicité modérée.

## Toponymie
Liste alphabétique des toponymes alsaciens dialectaux
Le village primitif appelé Dillersmunster s'étendait autour du cimetière actuel.

## Histoire
Stèle gallo-romane de la 8e légion impériale Augusta, stèle (conservée au Musée archéologique de Saverne).
À l’origine, le village se nommait Dillersmunster,.
Le nouveau village, le Neudorf a été fondé en 1616 par Jean Reinhart, "comte de Hanau et de Deux-Ponts, Seigneur de Lichtenberg et d'Ochsenstein".

## Politique et administration

### Intercommunalité
Commune membre de la communauté de communes du Pays de Saverne.

### Liste des maires
| Période                                  | Période   | Identité                  | Étiquette | Qualité                     |
| ---------------------------------------- | --------- | ------------------------- | --------- | --------------------------- |
| Les données manquantes sont à compléter. |           |                           |           |                             |
| mars 1971                                | mars 1989 | Joseph Heim (1927-2002)   |           | Débardeur                   |
| mars 1989                                | juin 1995 | Roger Brucker (1933-2002) | DVD       | Entrepreneur en électricité |
| Les données manquantes sont à compléter. |           |                           |           |                             |
| mars 1995                                | mai 2020  | Marcel Stengel            |           | Retraité                    |
| mai 2020                                 | En cours  | Bruno Kister              | SE        | Artisan                     |

### Budget et fiscalité 2023

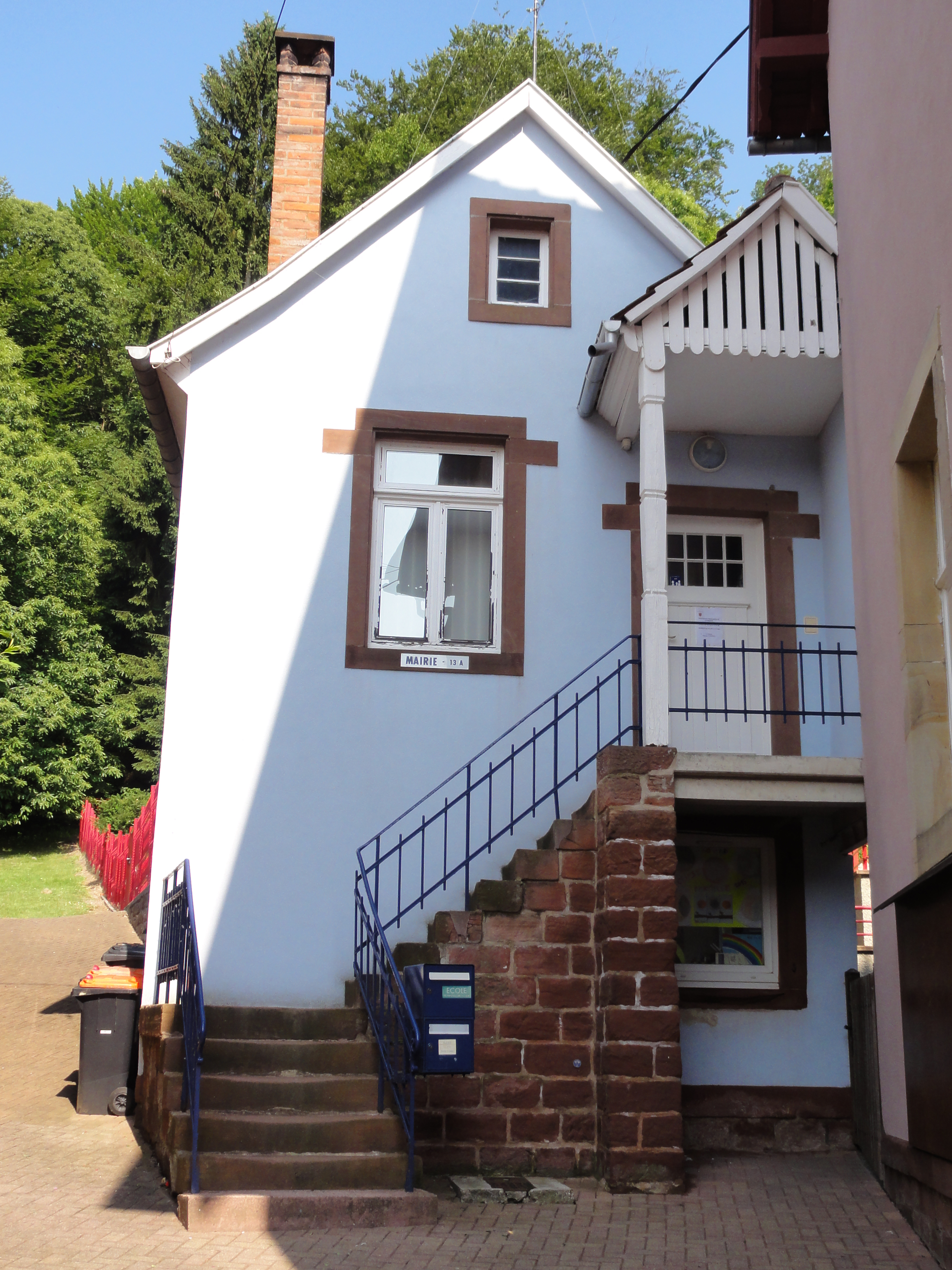
Mairie.

En 2023, le budget de la commune était constitué ainsi :
- total des produits de fonctionnement : 307 000 €, soit 674 € par habitant ;
- total des charges de fonctionnement : 222 000 €, soit 487 € par habitant ;
- total des ressources d'investissement : 164 000 €, soit 359 € par habitant ;
- total des emplois d'investissement : 219 000 €, soit 479 € par habitant ;
- endettement : 429 000 €, soit 941 € par habitant.

Avec les taux de fiscalité suivants :
- taxe d'habitation : 8,51 % ;
- taxe foncière sur les propriétés bâties : 21,99 % ;
- taxe foncière sur les propriétés non bâties : 54,71 % ;
- taxe additionnelle à la taxe foncière sur les propriétés non bâties : 0 % ;
- cotisation foncière des entreprises : 0, %.

Chiffres clés Revenus et pauvreté des ménages en 2021 : médiane en 2021 du revenu disponible, par unité de consommation : 26 370 €.

## Équipements et services publics

### Enseignement
Établissements d'enseignements :
- École maternelle,

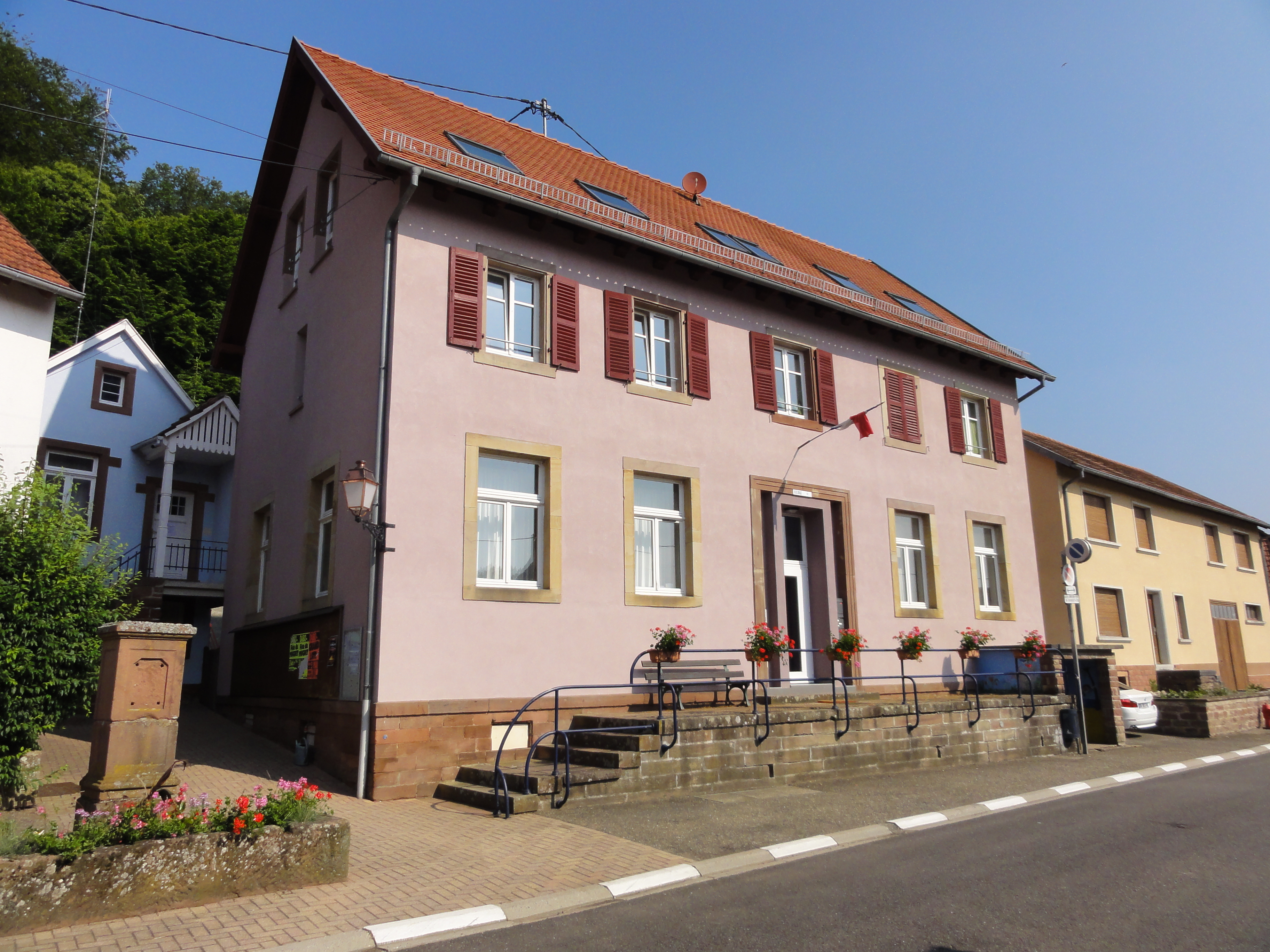
École, rue Principale.

- Écoles primaires à Hengwiller, Dabo,
- Collèges à Marmoutier, Saverne,
- Lycées à Saverne.

### Santé
Professionnels et établissements de santé :
- Médecins à Marmoutier,
- Pharmacies à Marmoutier, Saverne,
- Hôpitaux à Reutenbourg, Saverne.

## Population et société

### Démographie

#### Évolution démographique
L'évolution du nombre d'habitants est connue à travers les recensements de la population effectués dans la commune depuis 1793. Pour les communes de moins de 10 000 habitants, une enquête de recensement portant sur toute la population est réalisée tous les cinq ans, les populations de référence des années intermédiaires étant quant à elles estimées par interpolation ou extrapolation. Pour la commune, le premier recensement exhaustif entrant dans le cadre du nouveau dispositif a été réalisé en 2007.

En 2022, la commune comptait 437 habitants, en évolution de −3,32 % par rapport à 2016 (Bas-Rhin : +3,17 %, France hors Mayotte : +2,11 %).
| 1793 | 1800 | 1806 | 1821 | 1831 | 1836 | 1841 | 1846 | 1851 |
| ---- | ---- | ---- | ---- | ---- | ---- | ---- | ---- | ---- |
| 376  | 509  | 599  | 691  | 803  | 847  | 806  | 789  | 706  |

| 1856 | 1861 | 1866 | 1871 | 1875 | 1880 | 1885 | 1890 | 1895 |
| ---- | ---- | ---- | ---- | ---- | ---- | ---- | ---- | ---- |
| 608  | 633  | 590  | 540  | 514  | 531  | 528  | 511  | 496  |

| 1900 | 1905 | 1910 | 1921 | 1926 | 1931 | 1936 | 1946 | 1954 |
| ---- | ---- | ---- | ---- | ---- | ---- | ---- | ---- | ---- |
| 462  | 471  | 435  | 433  | 417  | 406  | 402  | 388  | 379  |

| 1962 | 1968 | 1975 | 1982 | 1990 | 1999 | 2006 | 2007 | 2012 |
| ---- | ---- | ---- | ---- | ---- | ---- | ---- | ---- | ---- |
| 381  | 326  | 303  | 331  | 366  | 402  | 444  | 450  | 469  |

| 2017 | 2022 | - | - | - | - | - | - | - |
| ---- | ---- | - | - | - | - | - | - | - |
| 448  | 437  | - | - | - | - | - | - | - |

### Cultes
- Culte catholique[53].
- Culte catholique, communauté de paroisses Terres et eaux de Marmoutier[54], diocèse de Strasbourg[55].

### Entreprises et commerces

#### Agriculture - exploitation forestière
- Moulin dit Mosselmühle[56].
- Exploitation forestière.

#### Tourisme
- Hébergements et restauration à Hengwiller, Birkenwald, Dabo, Marmoutier, Wangenbourg.
- Gîtes ruraux[57].

#### Commerces
- Commerces et services de proximité[58].

Commerce local.

## Culture locale et patrimoine

### Lieux et monuments

#### Patrimoine religieux
- Église Saint-Léger[53],[60].

Mobilier de l'église paroissiale Saint-Léger.
* Chaire à prêcher.
* Fonts baptismaux.
* Statue Saint Léger.
* Ensemble de deux autels-retables secondaires.
* Tableaux des autels-retables secondaires : Vierge et Enfant Jésus, Saint Louis de Gonzague.
* Orgue,.
* Tableaux de couronnement des autels-retables secondaires : Sainte Odile, Saint Jean Népomucène.
* Maître-autel.
* Tableau d'autel : Saint Léger.
* Chemin de croix.
- Chapelle du cimetière Saint-Léger[73] :

Mobilier de la chapelle Saint-Léger.
Croix de cimetière : Christ en croix.
Bas-relief.
Statue saint Jean Népomucène.
Croix : Christ en croix.
- Grotte de Lourdes[79].
- Monument aux morts[80] : conflits commémorés : guerres de 1914-1918[81] - 1939-1945.

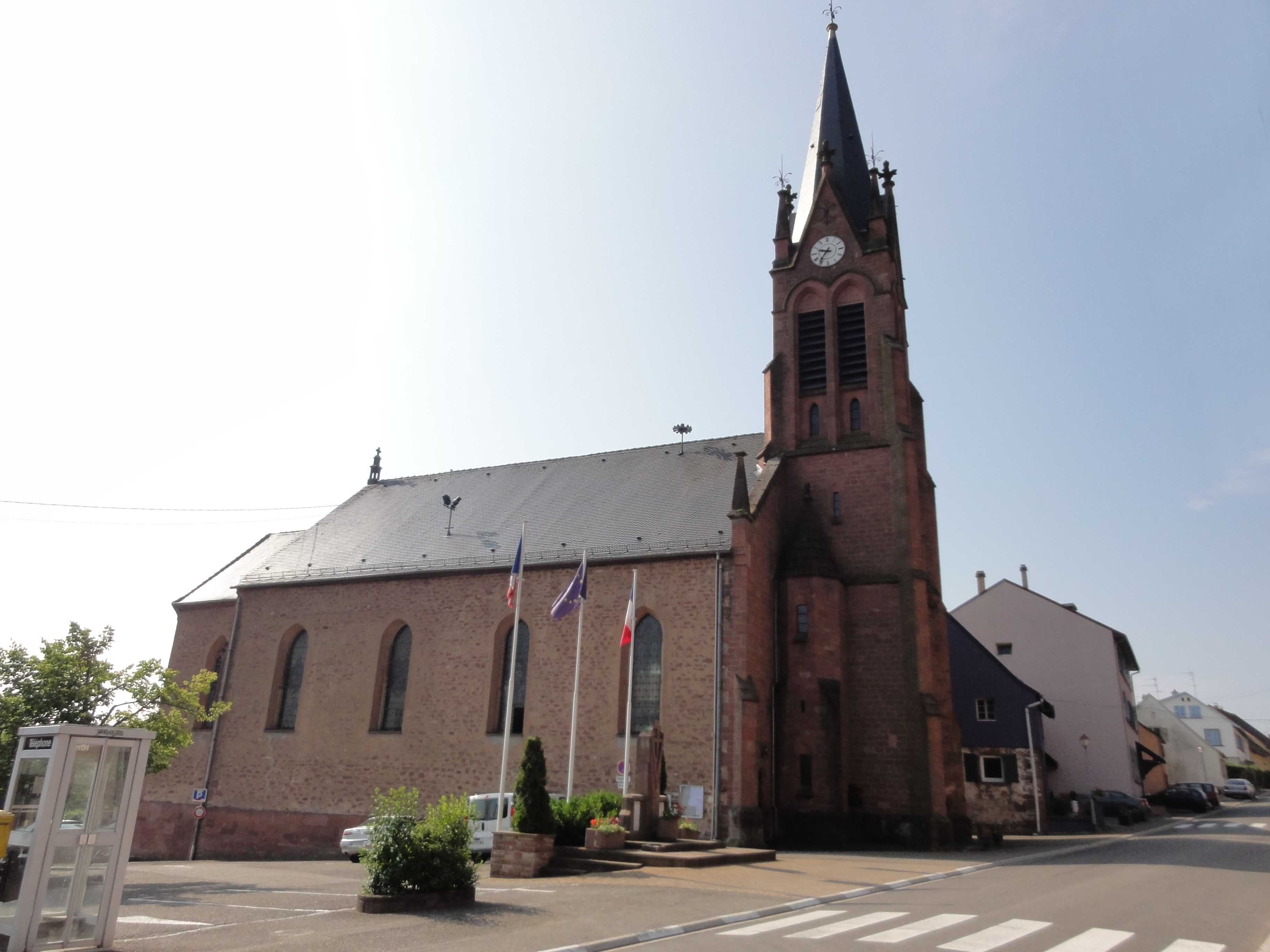
Église Saint-Léger.
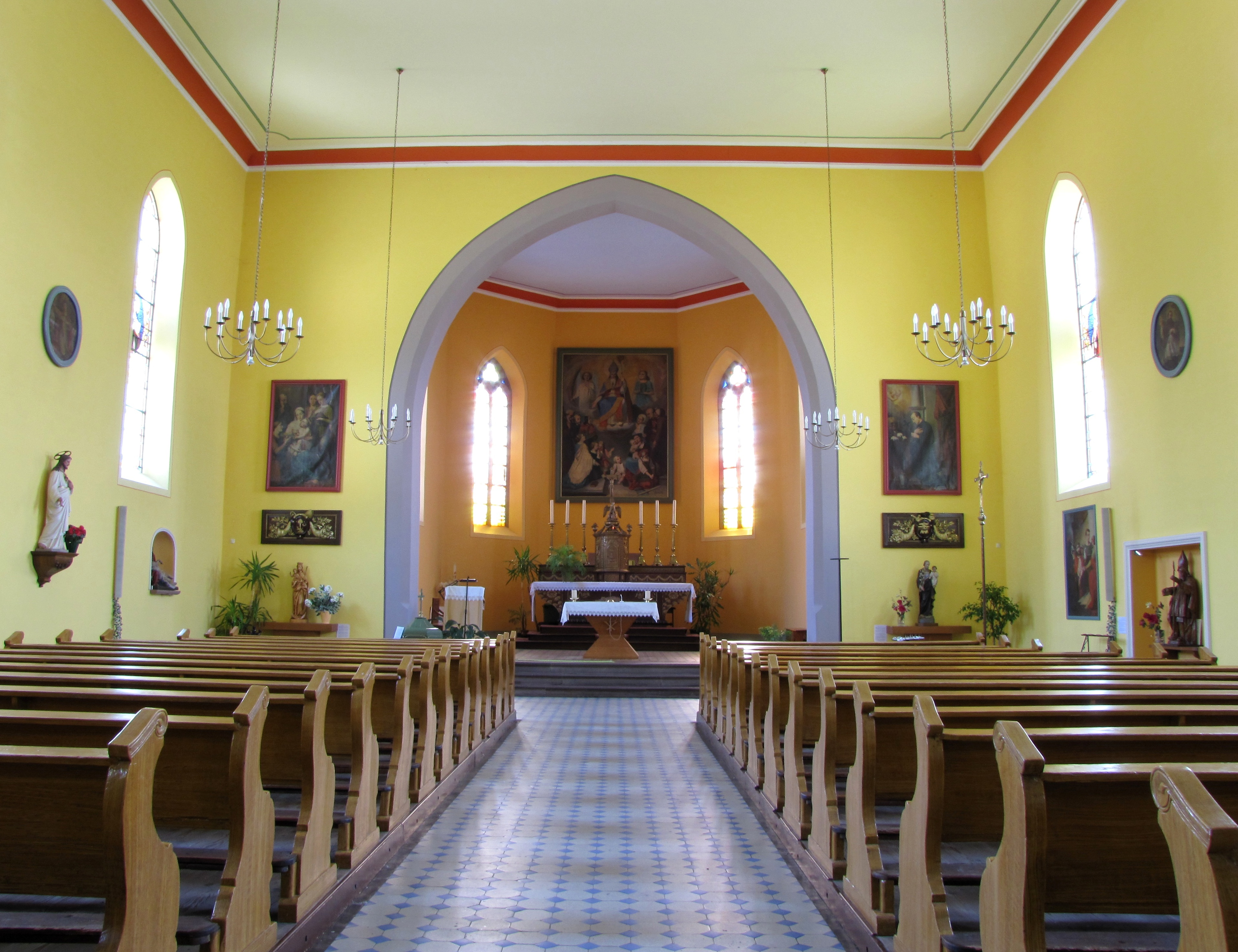
Vue intérieure de la nef vers le chœur.
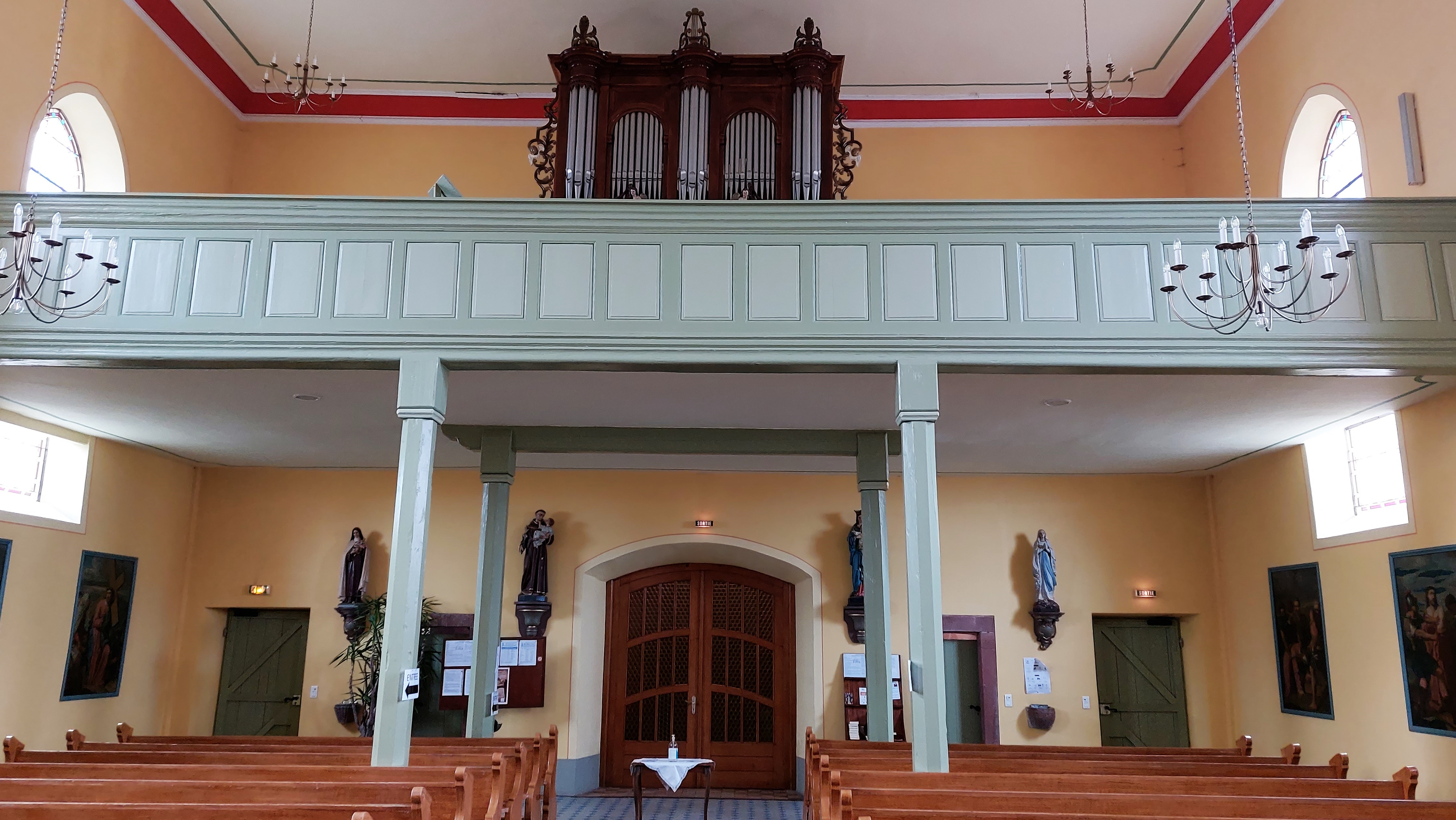
L'orgue en tribune.
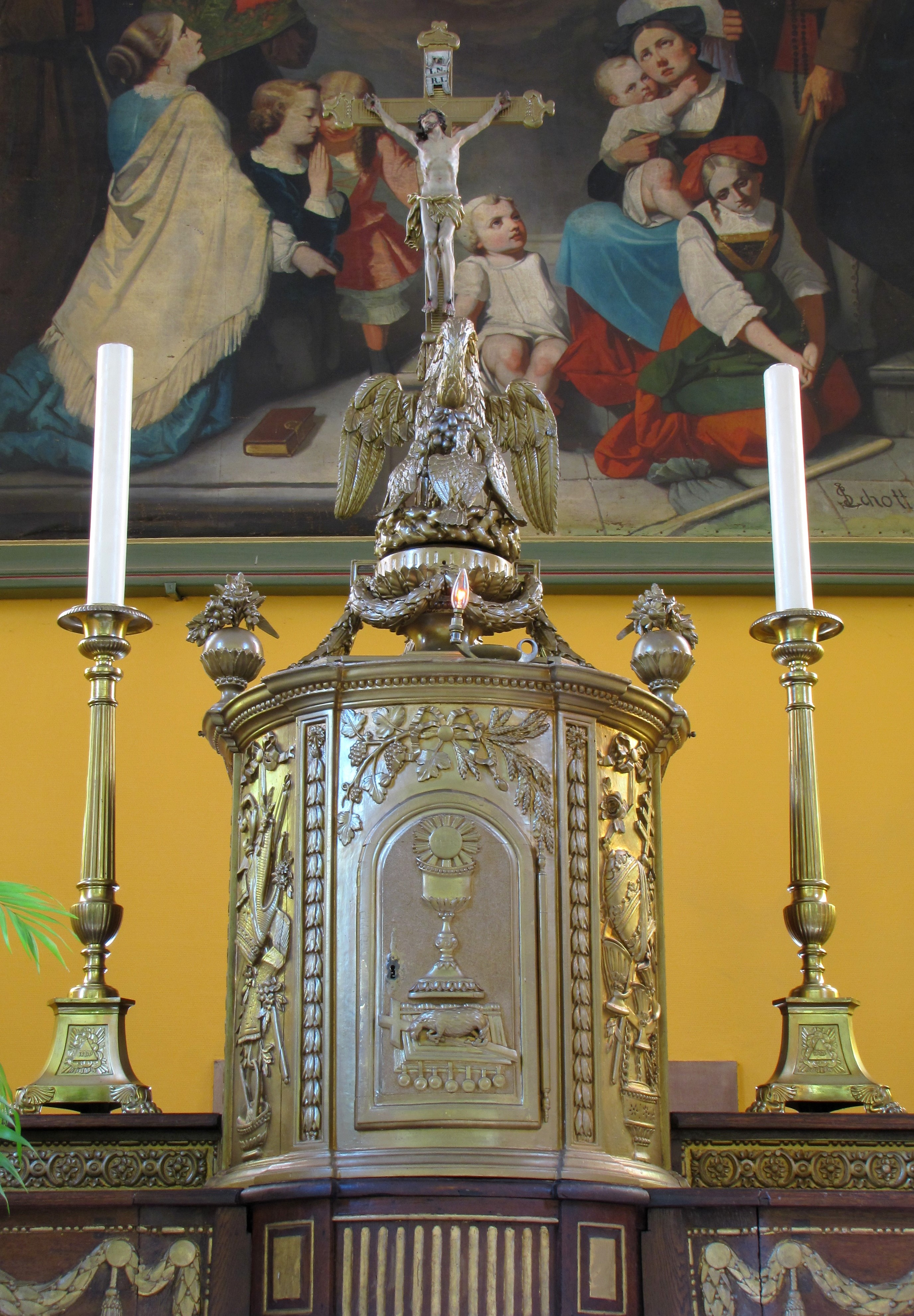
Tabernacle (XVIIIe) du maître-autel.
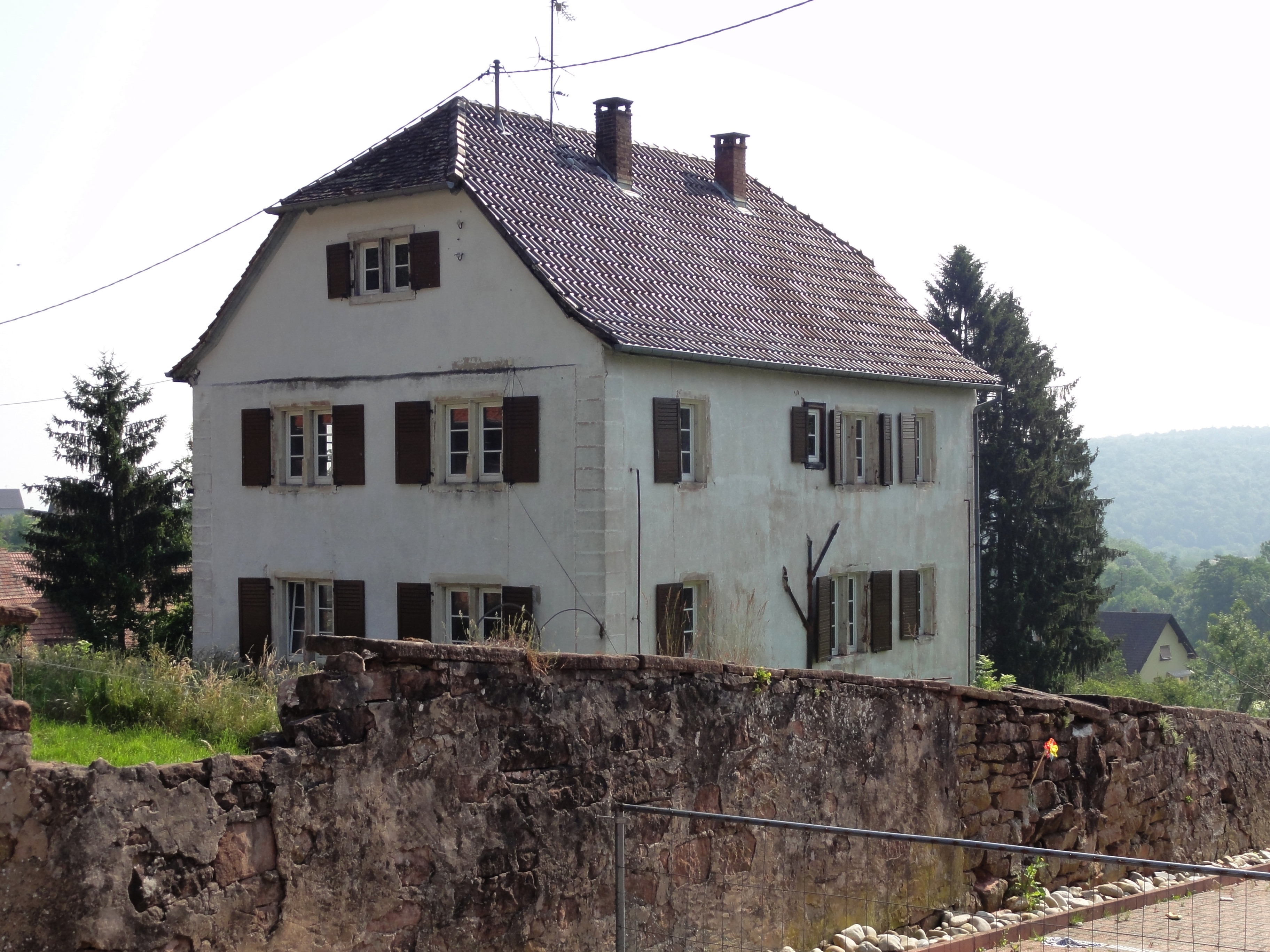
Maison seigneuriale, ancien presbytère (1621), 116 rue Principale.
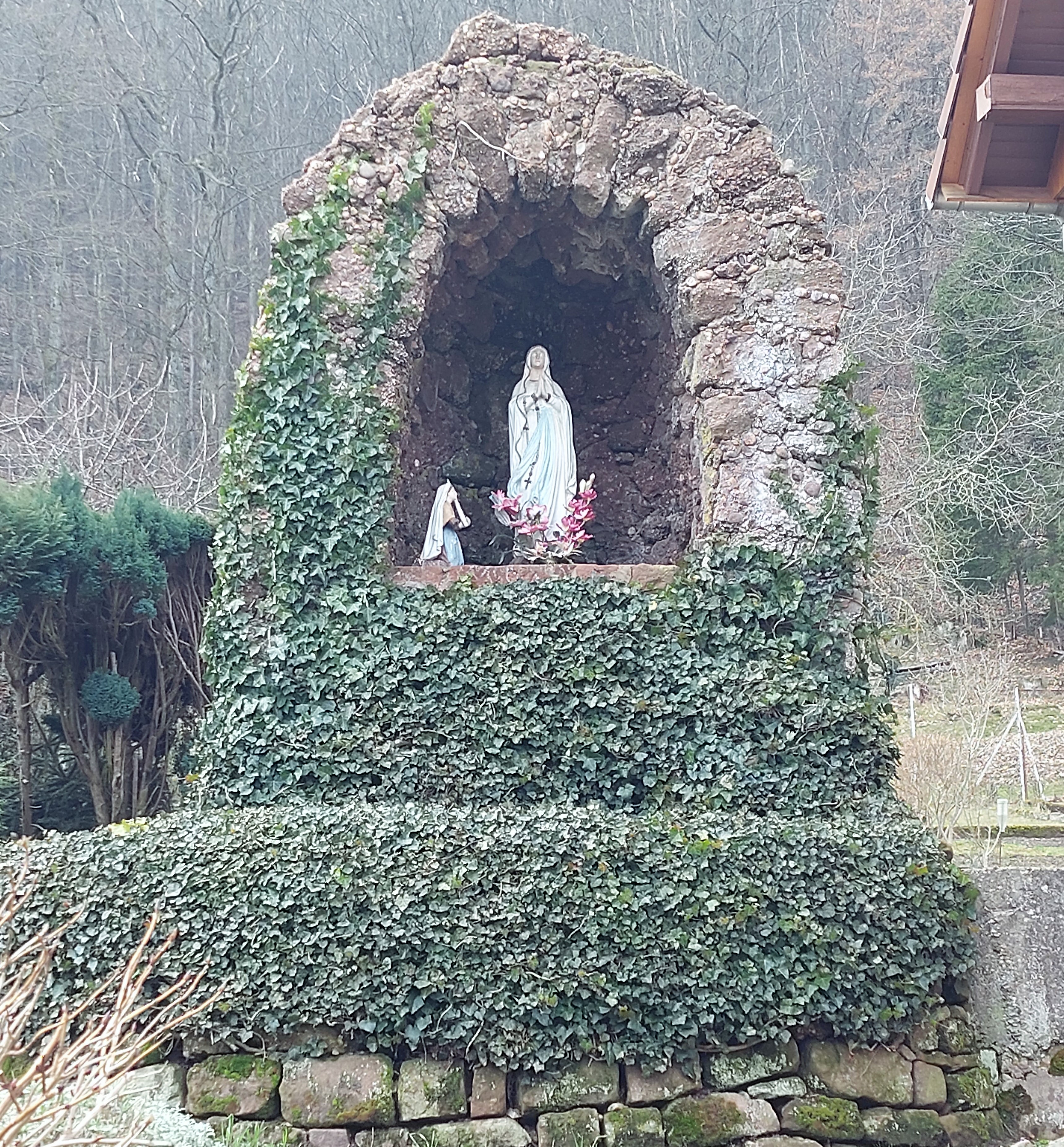
Grotte de Lourdes.
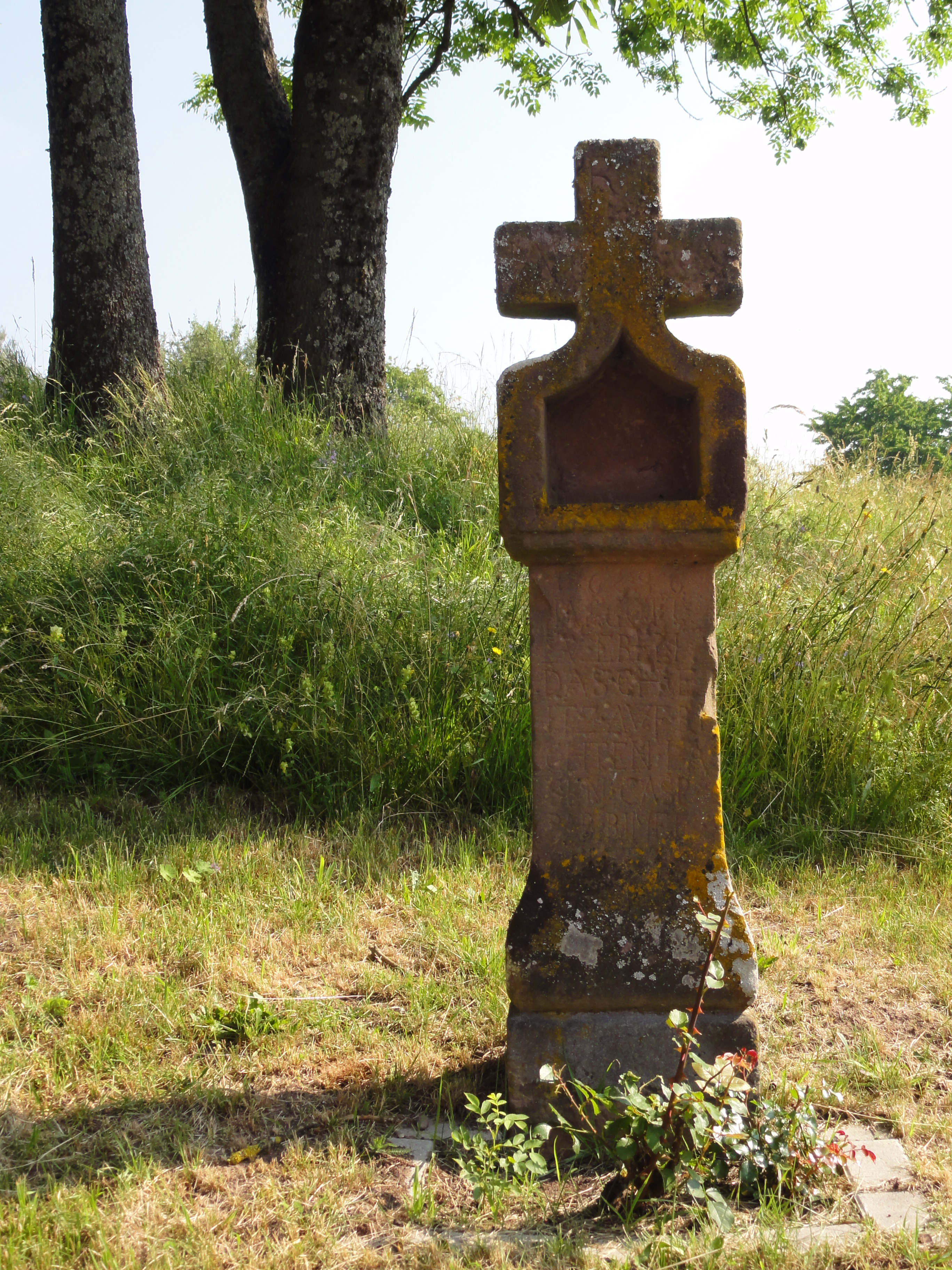
Bildstock (1686), rue de Saverne.
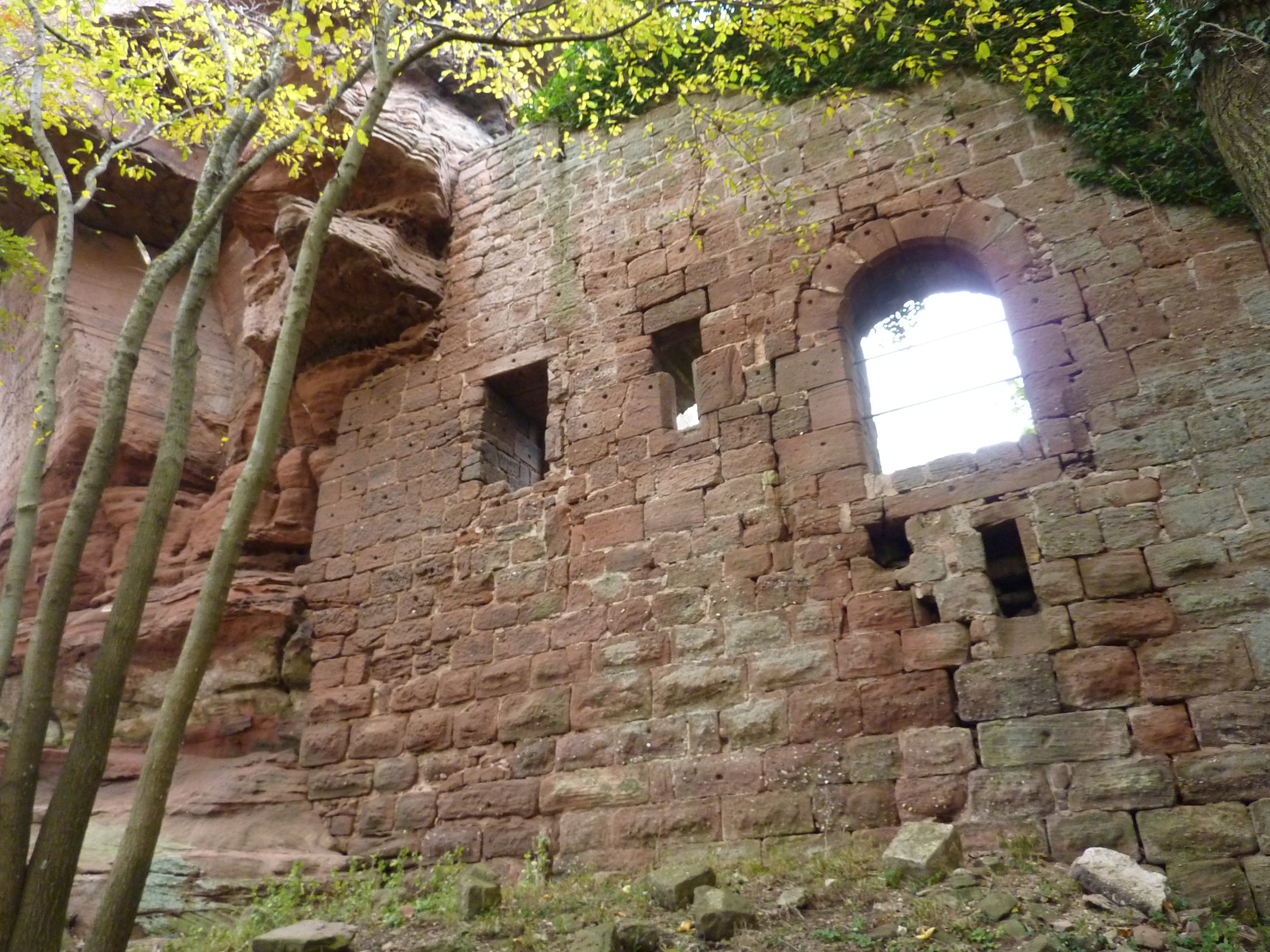
Mur Sud de la cour du château du Grand Ochsenstein.

#### Patrimoine civil
- Château de l'Ochsenstein.

Vestiges de la citerne du château d'Ochsenstein.
- Banc-reposoir napoléonien[83].
- Mur Païen de Krappenfels[84].
- Tour de Brotsch Mur Païen de Brotsch[85].

### Héraldique
| Blason de Reinhardsmunster | Blason  | D'or à l'église abbatiale de trois tours de gueules maçonnée de sable chargée au centre d'un écu d'or à trois chevrons de gueules. |
| Blason de Reinhardsmunster | Détails | |